# Francesco Rizzo
Francesco Rizzo (Rovito, 30 de maio de 1943 - 17 de julho de 2022) foi um futebolista italiano que atuava como meia.

## Carreira
Francesco Rizzo fez parte do elenco da Seleção Italiana na Copa do Mundo de 1966.